# Ustawa o gospodarce nieruchomościami
Ustawa o gospodarce nieruchomościami – ustawa z dnia 21 sierpnia 1997 r. (Dz.U. z 1997 r. nr 115, poz. 741). Weszła w życie 1 stycznia 1998 r. Ostatni tekst jednolity został ogłoszony 28 czerwca 2024 r. (Dz.U. z 2024 r. poz. 1145).

## Zakres regulacji
Ustawa reguluje aspekty dotyczące gospodarki nieruchomościami, w szczególności zasady:
- gospodarowania nieruchomościami stanowiącymi własność Skarbu Państwa oraz jednostek samorządu terytorialnego;
- podziału nieruchomości;
- scalania i podziału nieruchomości;
- pierwokupu nieruchomości;
- wywłaszczania nieruchomości i zwrotu wywłaszczonych nieruchomości;
- udziału w kosztach budowy urządzeń infrastruktury technicznej;
- wyceny nieruchomości;
- działalności zawodowej, której przedmiotem jest gospodarowanie nieruchomościami.

Przepisów ustawy nie można stosować w przypadku nieruchomości, które służą wykonywaniu zadań przez placówki zagraniczne Rzeczypospolitej Polskiej.

## Układ ustawy
Układ ustawy odpowiada przyjętemu zakresowi regulacji:
- Dział I. Przepisy ogólne
- Dział II. Gospodarowanie nieruchomościami stanowiącymi własność Skarbu Państwa oraz własność jednostki samorządu terytorialnego
- Dział III. Wykonywanie, ograniczanie lub pozbawianie praw do nieruchomości
- Dział IV. Wycena nieruchomości
- Dział V. Działalność zawodowa w dziedzinie gospodarowania nieruchomościami
- Dział VI. Przepisy karne
- Dział VII. Przepisy przejściowe, zmiany w przepisach obowiązujących i przepisy końcowe.

## Organ centralny i doradczy
Ustawa określa ministrem właściwym do spraw gospodarki nieruchomościami (regulowanych przepisami ustawy), ministra właściwego do spraw budownictwa, gospodarki przestrzennej i mieszkaniowej. Jego organem doradczym była do 2 lipca 2014 r. włącznie Państwowa Rada Nieruchomości, której członków oraz prezesa powoływał i odwoływał w drodze zarządzenia.

## Derogacja
Wraz z w wejściem w życie ustawy, moc utraciły:
- ustawa z dnia 29 kwietnia 1985 r. o gospodarce gruntami i wywłaszczaniu nieruchomości (Dz.U. z 1991 r. nr 30, poz. 127, z późn. zm.),
- ustawa z dnia 29 września 1990 r. o zmianie ustawy o gospodarce gruntami i wywłaszczaniu nieruchomości (Dz.U. z 1990 r. nr 79, poz. 464, z późn. zm.).